# Beiarkjeften
Beiarkjeften er en fjordarm på sydsiden av Saltfjorden i Gildeskål og Bodø kommuner i Nordland fylke i Norge. Fjorden går 5,5 kilometer mod syd mellem Sandhornøya i vest og Straumøya i øst til Nordfjorden, som går videre mod syd på østsiden af Sandhornøya.
Fjorden har indløb mellem Skårneset i vest og Rotodden i øst. Bebyggelsen Alsvik ligger lige syd for Skårsneset på vestsiden. På den anden side af fjorden går Ytre Sundan mod øst på sydsiden af Straumøya. Fjorden ender i syd mellem Mulnesodden i vest og Rønneset i øst.